# John Kirkpatrick
John Kirkpatrick (* 18. März 1905 in New York City; † 8. November 1991 in Ithaca) war ein US-amerikanischer Pianist und Musikwissenschaftler.
John Kirkpatrick studierte bis 1926 an der Princeton University. Ab 1925 studierte er zudem Klavier bei Nadia Boulanger am American Conservatory in Fontainebleau (jeweils im Sommer, bis 1928), sowie 1926/27 an der École Normale de Musique de Paris. 1928 bis 1931 folgten Klavierstudien bei Louta Nouneberg. 1942 wurde er Leiter der Abteilung für Musik am Monticello College (Illinois). Von 1943 bis 1946 lehrte Kirkpatrick am Mount Holyoke College und wurde anschließend an die Musikfakultät der Cornell University berufen, deren Leiter er von 1949 bis 1953 war, außerdem 1953 bis 1957 Direktor des dortigen Chapel Choirs. 1968 wurde er Kurator der Ives Collection an der Yale University. 1973 wurde er emeritiert.
Kirkpatrick übernahm die Uraufführung zahlreicher Klavierwerke amerikanischer Komponisten, darunter Aaron Copland und Carl Ruggles. Besondere Aufmerksamkeit trug ihm (nach der halböffentlichen Uraufführung 1938) die New Yorker Erstaufführung der Concord-Sonate von Charles Ives im Jahr 1939 ein. Nach dem Tod von Ives 1954 übernahm Kirkpatrick die Katalogisierung seiner Manuskripte. Außerdem fungierte er als Herausgeber zahlreicher Kompositionen von Ives.